# Dives in misericordia

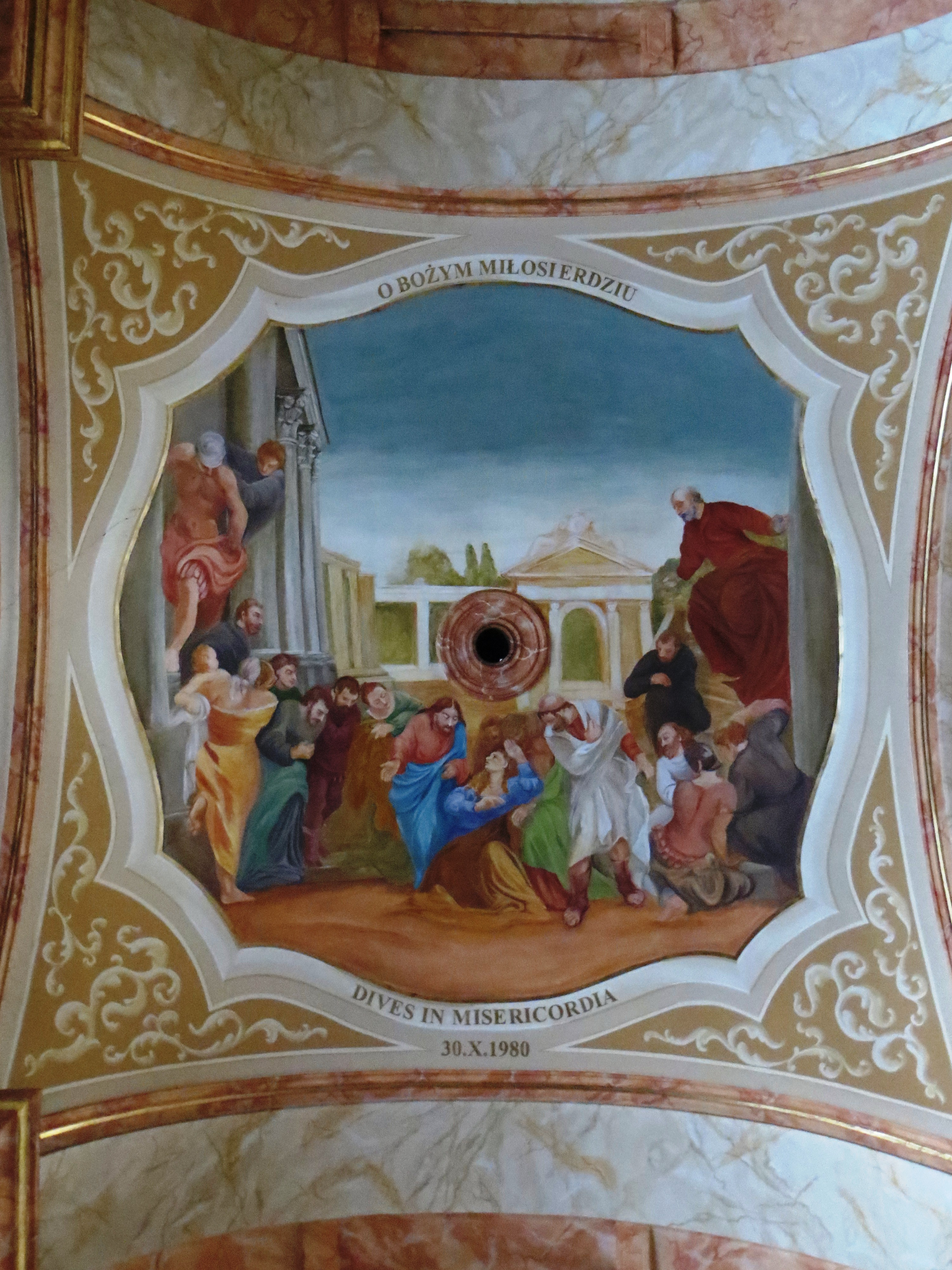
Artystyczna wizja encykliki Dives in misericordia na suficie Bazyliki Ofiarowania Najświętszej Maryi Panny w Wadowicach

Dives in misericordia (łac. Bogaty w Miłosierdziu) – druga encyklika Jana Pawła II. Ogłoszona została 30 listopada 1980 w Watykanie. Podtytuł: „O Bożym Miłosierdziu”. Razem z wcześniejszą encykliką Redemptor hominis (4.03.1979 r.) o Chrystusie i późniejszą Dominum et vivificantem o Duchu Świętym (18.05.1986 r.), stanowi trzyczęściową refleksję na temat Boga jako Trójcy Świętej, którą Papież podjął na początku swego pontyfikatu.

## Treść
Encyklika poświęcona jest problematyce Miłosierdzia Bożego i jego znaczenia w moralności chrześcijańskiej. Jan Paweł II dał w niej teologiczne pogłębienie dla kultu Bożego Miłosierdzia, głoszonego przez św. s. Faustynę Kowalską.
Papież podkreślił, że miłosierdzie „w swoim właściwym i pełnym kształcie objawia się jako dowartościowanie, jako podnoszenie w górę, jako wydobywanie dobra spod wszelkich nawarstwień zła, które jest w świecie i w człowieku”. „W takim znaczeniu” – podkreśla Papież – „miłosierdzie stanowi podstawową treść orędzia mesjańskiego Chrystusa oraz siłę konstytutywną Jego posłannictwa”. Przypomina też, że szczytem objawienia się Bożego Miłosierdzia jest misterium paschalne Chrystusa. „Krzyż stanowi najgłębsze pochylenie się Boga nad człowiekiem, nad tym, co człowiek – zwłaszcza w chwilach trudnych i bolesnych – nazywa swoim losem”. Papież naucza, że gotowość Boga w przyjmowaniu marnotrawnych synów jest niewyczerpana, a ograniczyć może ją tylko upór człowieka i brak pokuty. Miłosierdzie nie oznacza pobłażliwości wobec zła, a warunkiem przebaczenia jest naprawienie tego zła i zadośćuczynienie.

### Misterium paschalne i miłosierdzie
Papież poświęcił misterium paschalnemu rozdział piąty encykliki. Jan Paweł II napisał, że prawdę o miłosierdziu, objawioną w swej głębi w historii zbawienia, odnaleźć można w końcowym wydarzeniu mesjańskiej misji Jezusa, określonym w języku Soboru watykańskiego II jako Mysterium paschale.

Misterium paschalne stanowi szczytowy punkt tego właśnie objawienia i urzeczywistnienia miłosierdzia, które jest zdolne usprawiedliwić człowieka, przywrócić sprawiedliwość w znaczeniu owego zbawczego ładu, jaki Bóg od początku zamierzył w człowieku, a przez człowieka w świecie (Dives in misericordia 7). Tajemnica paschalna — to Chrystus u szczytu objawienia niezgłębionej tajemnicy Boga. Właśnie wtedy wypełniają się do końca owe wypowiedziane w Wieczerniku słowa: „Kto Mnie zobaczył, zobaczył także i Ojca” /J 14, 9/ (Dives in misericordia 8).

Nauczając o misterium paschalnym jako najwyższym objawieniu Boga i Jego miłosierdzia, Jan Paweł II podjął nauczanie Konstytucji Soboru watykańskiego II o Objawieniu Bożym Dei Verbum (18 listopada 1965) (DV). Sobór stwierdził, że Objawienie, które dokonało się w życiu i działalności Jezusa Chrystusa, wyraziło się najpełniej w misterium paschalnym. „Dlatego Ten, którego gdy ktoś widzi, widzi też i Ojca (por. J 14,9), przez całą swoją obecność i okazanie się przez słowa i czyny, przez znaki i cuda, zwłaszcza zaś przez śmierć swoją i pełne chwały zmartwychwstanie, a wreszcie przez zesłanie Ducha prawdy, objawienie doprowadził do końca i do doskonałości” (DV 4).
Rozwijając ten temat Papież napisał, że w misterium paschalnym objawiła się miłość, która przeciwstawiła się temu, co jest korzeniem zła w historii człowieka czyli grzechowi i śmierci – i miłość ta okazała się silniejsza. Objawienie dokonało się w krzyżu Chrystusa, w nim miłosierdzie ukazało się najpełniej, w najwyższym stopniu (DM 8). W krzyżu spotkały się miłosierdzie i transcendentna sprawiedliwość Boża, „miłosierdzie Boże dało «pocałunek» sprawiedliwości”. Tego misterium krzyża doświadczyła, jak nikt inny z ludzi Maria, „Matka Ukrzyżowanego”. Stała się odtąd „Matką Bożego miłosierdzia”, jej macierzyństwo według Soboru watykańskiego II, jest „w porządku łaski” i towarzyszy „braciom jej Syna” w ich ziemskiej drodze do ich błogosławionego domu (DM 9, por. Lumen gentium 62).